# Rothenbuch
Rothenbuch – miejscowość i gmina w Niemczech, w kraju związkowym Bawaria, w rejencji Dolna Frankonia, w regionie Bayerischer Untermain, w powiecie Aschaffenburg. Leży w paśmie górskim Spessart, około 18 km na wschód od Aschaffenburga, u źródła rzeki Hafenlohr, przy drodze B26.

## Demografia
| Rok  | Liczba mieszk. |
| ---- | -------------- |
| 1900 | 993            |
| 1950 | 1.476          |
| 2006 | 1.966          |

## Polityka
Wójtem od 2002 jest Gerhard Aulenbach z SPD, jego poprzednikiem był Günter Eich. Rada gminy składa się z 13 członków:
|      | CSU | SPD | Wolni Obywatele | Razem     |
| 2002 | 4   | 7   | 2               | 13 miejsc |

## Zabytki i atrakcje
- Europejski Pieszy Szlak Kultury
- zamek Rothenbuch
- Muzeum Regionalne (Altes Bauernhaus)
- w okolicach miejscowości znajduje się las dębowy, jeden z większych i najstarszych w Europie Środkowej
- w pierwsza niedzielę adwentu odbywa się Targ Bożonarodzeniowy, który odwiedza ponad 10 tys. osób

## Oświata
(na 1999)

W gminie znajduje się 75 miejsc przedszkolnych (61 dzieci) oraz szkoła podstawowa (5 nauczycieli, 96 uczniów).